# دیود لاستیکی

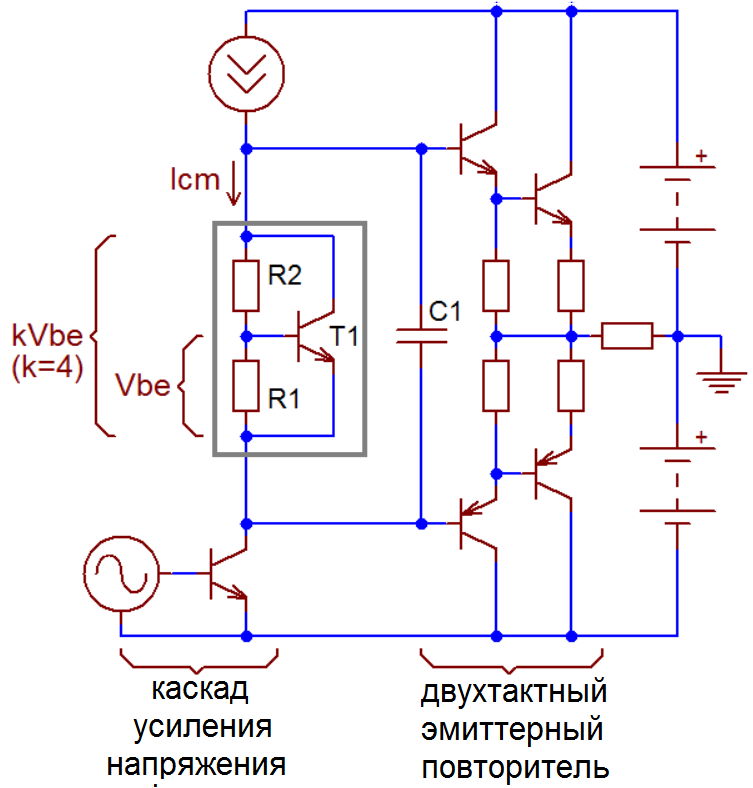
ضرب‌کننده VBE (داخل جعبه خاکستری) استفاده‌شده در بایاس‌کردن تقویت‌کننده پوش‌پول

در الکترونیک، یک دیود لاستیکی (به انگلیسی: rubber diode) یا ضرب‌کننده VBE (به انگلیسی: VBE multiplier) یک مدار ترانزیستور پیوندی دوقطبی است که به عنوان مرجع ولتاژ عمل می‌کند. از یک ترانزیستور و دو مقاومت تشکیل شده است و ولتاژ مرجع در سراسر مدار توسط مقادیر مقاومت انتخاب شده و ولتاژ بیس به امیتر (VBE) ترانزیستور تعیین می‌شود. مدار به عنوان یک تقسیم‌کننده ولتاژ عمل می‌کند، اما با ولتاژ دوسَر مقاومت بیس-امیتر توسط ولتاژ پیوند بیس-امیتر در بایاس مستقیم تعیین می‌شود.
معمولاً در بایاس‌کردن طبقات خروجی پوش پول تقویت‌کننده‌ها استفاده می‌شود، جایی که یک مزیت آن جبران حرارتی است: تغییرات وابسته به دما در VBE ضریبی تقریباً -2.2 mV/°C دارد که می‌تواند برای تطبیق تغییراتی که در VBE ترانزیستورهای قدرت رخ‌می‌دهند با نصب روی همان گرماگیر ایجاد کرد. در این زمینه، گاهی به آن سروو بایاس می‌گویند.